# 鵜飼駅 (広島県)
鵜飼駅（うかいえき）は、広島県府中市鵜飼町にある、西日本旅客鉄道（JR西日本）福塩線の駅。

## 歴史
- 1914年（大正3年）7月21日：福塩線の前身である両備軽便鉄道開通時に鵜飼停留場として開設[2]。
- 1923年（大正12年）1月12日：鵜飼駅に昇格[2]。
- 1926年（大正15年）6月26日：両備軽便鉄道が両備鉄道に改称。
- 1933年（昭和8年）
  - 9月1日：両備鉄道両備福山 - 府中町間国有化、鉄道省福塩線の駅となる[2]。
  - 11月15日：福塩北線開業に伴い、それまでの福塩線が福塩南線に改称、当駅もその所属となる。
- 1938年（昭和13年）7月28日：福山 - 塩町間全通に伴い、福塩南線が福塩線の一部となり、当駅もその所属となる。
- 1952年（昭和27年）4月1日：貨物取扱廃止[3]。
- 1970年（昭和45年）12月10日：荷物扱い廃止[4]、簡易委託駅化[5]。
- 1987年（昭和62年）4月1日：国鉄分割民営化に伴い、西日本旅客鉄道（JR西日本）の駅となる[2]。

## 駅構造

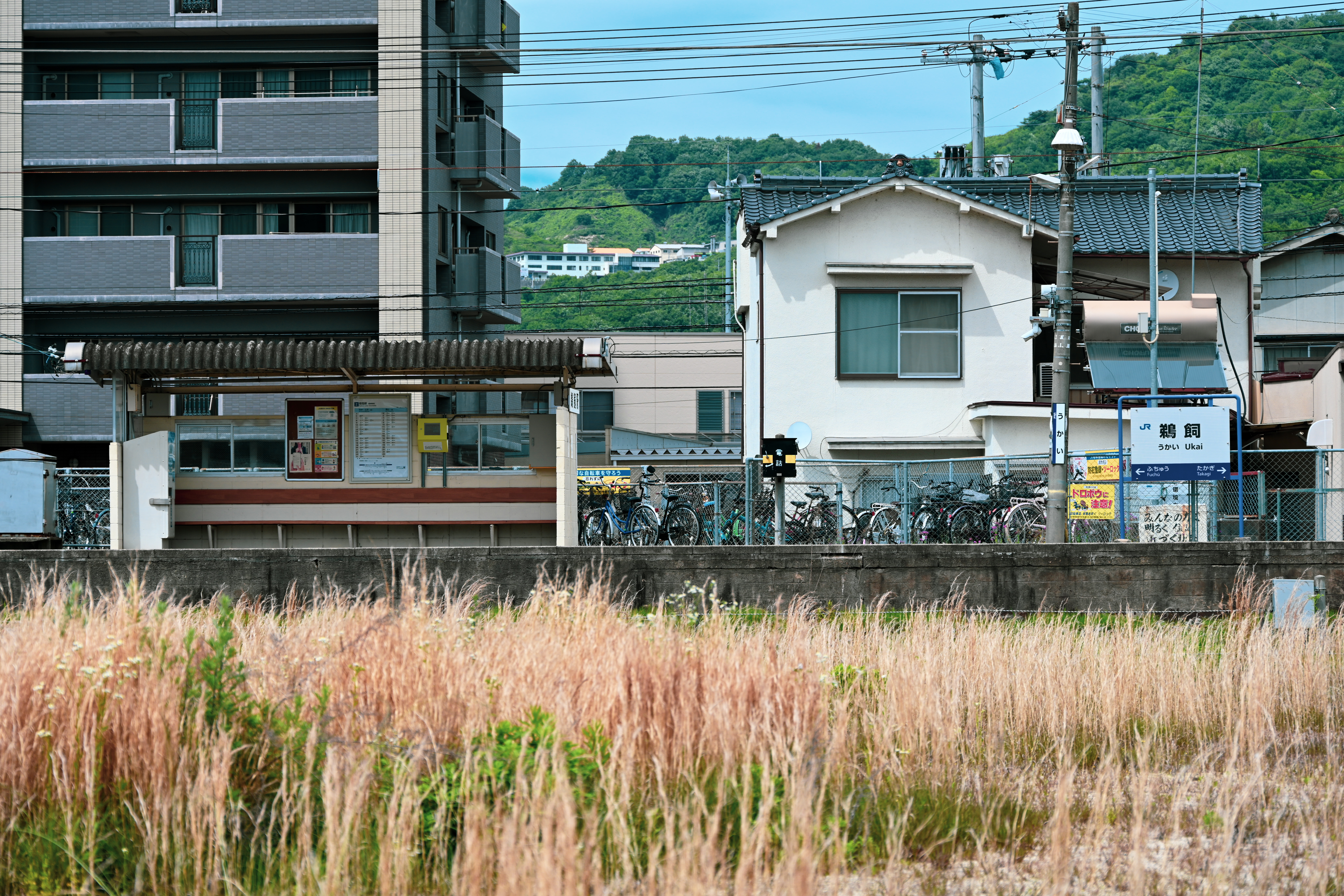
ホームと待合所（2021年5月）

府中方面に向かって右側に単式ホーム1面1線を有する地上駅（停留所）。棒線駅のため、福山方面行・府中方面行双方が同一ホームを共用する。
福山駅管理の無人駅。駅舎は無く、直接ホームに入る形となっている。
ホーム上の待合所には自動券売機が設置されている（岡山地区ICOCA導入と同時期の新機種であるが、当駅がICOCAエリア外のため、ICOCA装填ホルダーは省略されている）。

## 利用状況
近年の1日平均乗車人員の推移は以下の通り。
| 年度               | 1日平均 乗車人員 |
| ------------------ | ---------------- |
| 1996年（平成08年） | 394              |
| 1997年（平成09年） | 406              |
| 1998年（平成10年） | 386              |
| 1999年（平成11年） | 373              |
| 2000年（平成12年） | 343              |
| 2001年（平成13年） | 331              |
| 2002年（平成14年） | 341              |
| 2003年（平成15年） | 329              |
| 2004年（平成16年） | 312              |
| 2005年（平成17年） | 297              |
| 2006年（平成18年） | 289              |
| 2007年（平成19年） | 252              |
| 2008年（平成20年） | 254              |
| 2009年（平成21年） | 250              |
| 2010年（平成22年） | 251              |
| 2011年（平成23年） | 252              |
| 2012年（平成24年） | 270              |
| 2013年（平成25年） | 311              |
| 2014年（平成26年） | 299              |
| 2015年（平成27年） | 322              |
| 2016年（平成28年） | 325              |
| 2017年（平成29年） | 339              |
| 2018年（平成30年） | 327              |
| 2019年（令和元年） | 331              |

## 駅周辺
- 広島県府中警察署
- 府中簡易裁判所
- 府中税務署
- 府中労働基準監督署
- 府中市民病院
- 府中中央内科病院
- 洋服の青山府中店：2021年5月9日閉店
- ダイソー&アオヤマ 100YEN PLAZA府中高木店
- ハローズ高木店
- エブリイ府中店
- ヤマダデンキテックランド備後府中店
- ウォンツ府中店
- 中国新聞社府中支局
- 日本生命保険相互会社備後府中営業部
- ホテルKinki（閉店）
- 唐川木材工業

### バス路線
中国バス
- 府中ぐるっとバス

40分間隔、平日・土曜のみ運行。

## 隣の駅
西日本旅客鉄道（JR西日本）
 福塩線
高木駅 - 鵜飼駅 - 府中駅